# Bazen Kranj
Bazen Kranj je klubski prostor, ki se nahaja na Savskem otoku v mestu Kranj. Sam prostor je poznan kot stari oz. bivši 25-metrski kranjski bazen, ki je bil zgrajen leta 1963,  v njem pa je bilo možno plavati do začetka 90. let 20. stoletja. V prvem desetletju 21. stoletja je prostor predstavljal skvot (ang. squat) za Alternativno kulturno društvo Izbruh. Bazen je bil zatem nekaj let zapuščen, nato pa prenovljen in prostor od septembra 2012 zopet redno obratuje; v njem se odvijajo koncerti, elektronske zabave, stand up komedija, improvizacijska komedija, filmski večeri, gledališke predstave, prenosi športnih dogodkov ipd.